# Tramino
De Solaris Tramino is een lagevloertram geproduceerd door de Poolse busfabrikant Solaris. Deze tram is de eerste tramreeks die gebouwd wordt door Solaris en hiermee wilde Solaris een toetrede maken tot de trammarkt.
De première van de Solaris Tramino vond plaats op 14 oktober 2009 op een beurs in de Poolse plaats Gdańsk.
Het eerste demomodel reed als proef bij PESA, het stedelijk vervoersbedrijf van Poznań. Dit model werd na de proef geleased door het bedrijf MPK Poznan.

## Ontwerp
Momenteel bestaat er één versie de Solaris Tramino LF 32, deze bestaat uit 5 modules en heeft een volledige lagevloer. In de toekomst zal waarschijnlijk ook een low entry-versie komen die de naam Solaris Tramino LE 19 zal krijgen en uit waarschijnlijk uit 3 modules en voor 70% lage vloer bestaat. Echter is de laatste versie nog in een ontwerpfase.
De basismodel is geschikt voor tramsporen met een spoorbreedte van 1435 mm, maar de trams kunnen ook aangepast worden om op sporen met een spoorbreedte van 1000 mm te kunnen rijden.
Het ontwerp van de Tramino stond als basis voor de HOV-versie van de Solaris Urbino.

## Technische Specificaties
|                                   | S100                      | Tramino Braunschweig (S110b)      | Tramino Jena (S109j)              | Tramino Poznan (S105p)                                            | Tramino Olsztyn (S111o)            | Tramino Leipzig (NGT10-XL)                                        |
| --------------------------------- | ------------------------- | --------------------------------- | --------------------------------- | ----------------------------------------------------------------- | ---------------------------------- | ----------------------------------------------------------------- |
| Lengte                            | 31 700 mm                 | 35 740 mm                         | 29 300 mm                         | 32 026 mm                                                         | 29 300 mm                          | 37 630 mm                                                         |
| Breedte (exterieur)               | 2 350 mm                  | 2 300 mm                          | 2 300 mm                          | 2 400 mm                                                          | 2 500 mm                           | 2 300 mm                                                          |
| Breedte (interieur)               | 2 210 mm                  | 2 090 mm                          | 2 090 mm                          | 2 195 mm                                                          | ??                                 | ??                                                                |
| Hoogte bij ingetrokken pantograaf | 3 575 mm                  | 3 250 mm                          | 3 600 mm                          | 3 760 mm                                                          | 3 800 mm                           | 3 498 mm                                                          |
| Aantal bakken                     | 5                         | 4                                 | 3                                 | 5                                                                 | 3                                  | 4                                                                 |
| Spoorbreedte                      | 1 435 mm                  | 1 100 mm                          | 1 000 mm                          | 1 435 mm                                                          | 1 435 mm                           | 1 458 mm                                                          |
| Wieldiameter (nieuw / gebruikt)   | ?                         | 662 mm / 582 mm                   | 662 mm / 580 mm                   | 620 mm / 540 mm                                                   | 682 mm / 602 mm                    | 600 mm / 510 mm                                                   |
| Draaicirkel                       | ?                         | ?                                 | 20 m                              | 18 m                                                              | 18 m                               | 17 m                                                              |
| Vloerhoogte boven rails           | 350 mm                    | 360 mm                            | 360 mm                            | 350 mm                                                            | 360 mm                             | 590 mm                                                            |
| Aantal zitplaatsen                | 61 (+8 klapstoelen)       | 90                                | 61                                | 48 (+5 klapstoelen)                                               | 43                                 | 75                                                                |
| Aantal staanplaatsen              | 138 (5 passagiers per m²) | 121 (4 passagiers per m²)         | 103 (4 passagiers per m²)         | 181 (5 passagiers per m²)                                         | 200 (5 passagiers per m²)          | 145 (4 passagiers per m²)                                         |
| Aantal rolstoelplaatsen           | ?                         | ?                                 | 2                                 | 2                                                                 | 2                                  | 2                                                                 |
| Aantal deuren                     | ?                         | - 6 (dubbelblad, breedte 1300 mm) | - 8 (dubbelblad, breedte 1300 mm) | - 2 (enkelblad, breedte 750 mm) - 4 (dubbelblad, breedte 1500 mm) | - 12 (dubbelblad, breedte 1300 mm) | - 2 (enkelblad, breedte 800 mm) - 4 (dubbelblad, breedte 1500 mm) |

## Inzet
De tram komt niet voor in Nederland, maar wel in Polen en in Duitsland.
Braunschweiger Verkehrs AG heeft op 30 mei 2012 een order bij Solaris Bus & Coach geplaatst voor de bouw van 15 Tramino lagevloertrams. Deze trams met een lengte van 36 meter en een spoorbreedte van 1100 mm hebben zes dubbele deuren, 77 zitplaatsen en een totale capaciteit van 201 passagiers. Deze trams zullen de ruim 30-jarige oude trams vervangen. De trams worden tussen mei 2014 en december 2014 geleverd.
| Land      | Bedrijf                    | Type               | Serie             | Aantal | Inzet        | Opmerking |
| --------- | -------------------------- | ------------------ | ----------------- | ------ | ------------ | --------- |
| Polen     | MPK Olsztyn                | Olsztyn            | 3000 - 3014       | 15     | Olsztyn      |           |
| Polen     | MPK Poznań                 | S100               | 515               | 1      | Poznań       | Demomodel |
| Polen     | MPK Poznań                 | Poznan             | 516 – 560         | 45     | Poznań       |           |
| Duitsland | Braunschweiger Verkehrs-AG | Braunschweig       | 1451 – 1468       | 18     | Braunschweig |           |
| Duitsland | Jenaer Nahverkehr          | Jena               | 701 - 705         | 5      | Jena         |           |
| Duitsland | Leipziger Verkehrsbetriebe | Leipzig (NGT10-XL) | 1001 - 1002 n.n.b | 36     | Leipzig      |           |

## Externe links

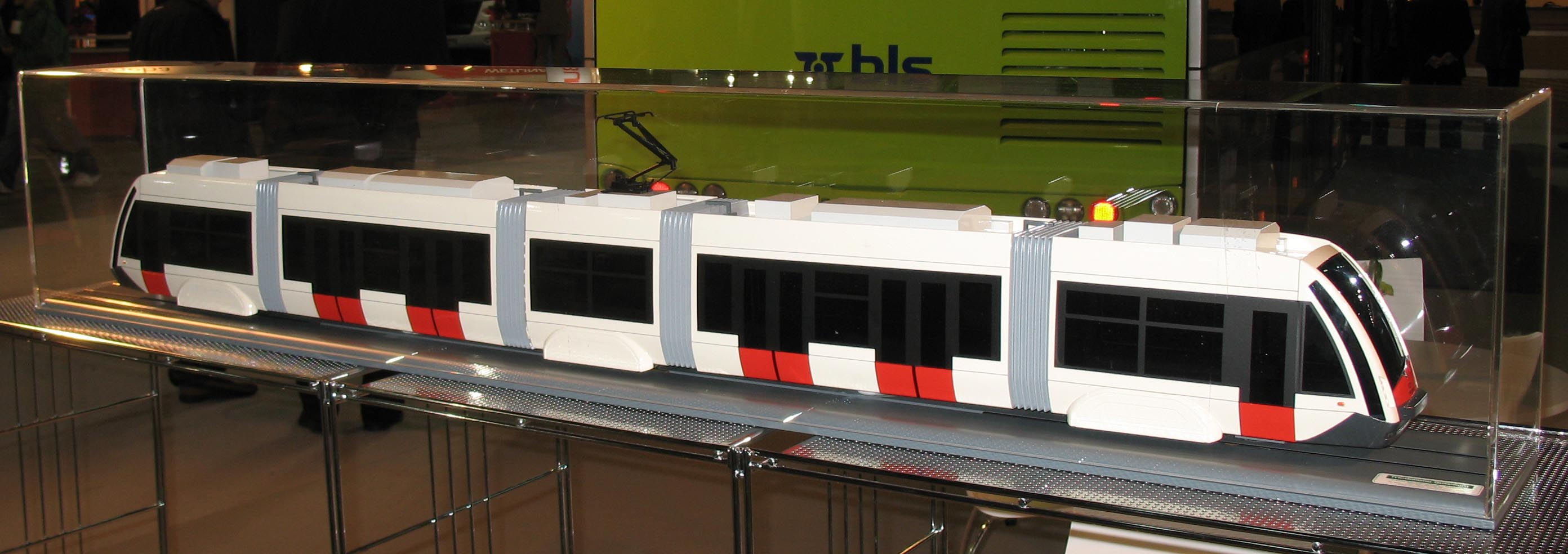
Maquette van de Tramino voor Poznań
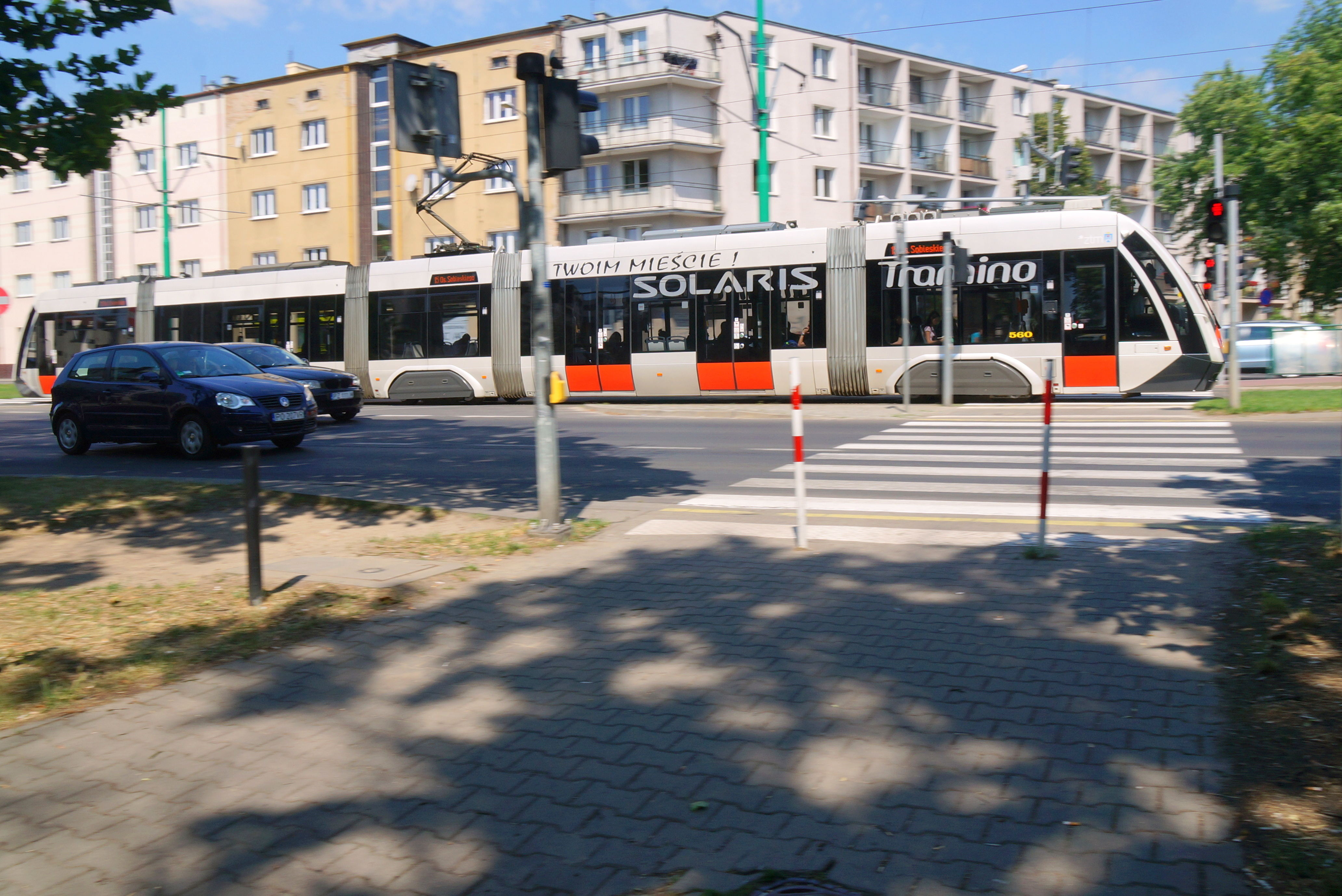
Tramino voor Poznań
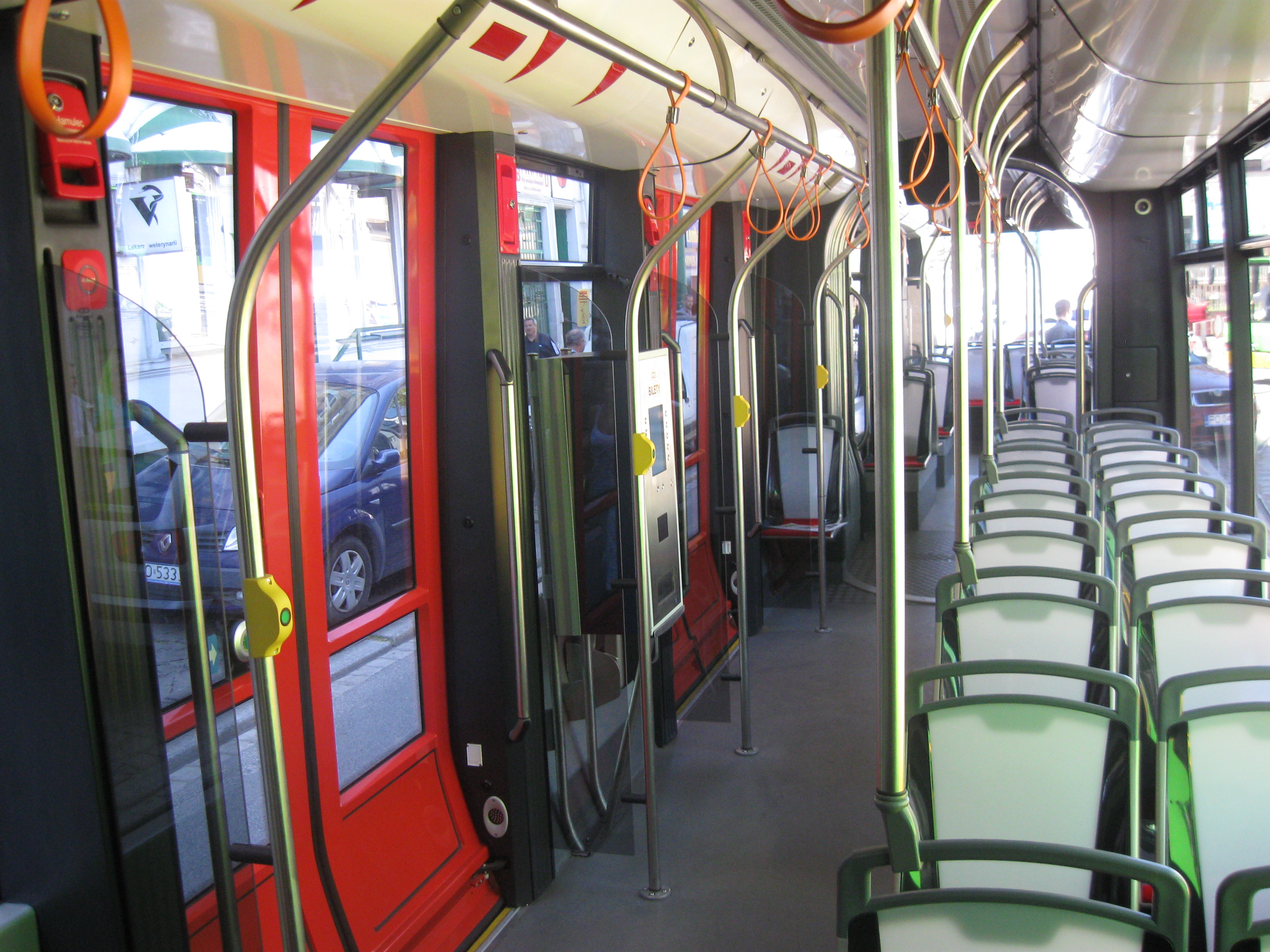
Interieur van de Solaris Tramino
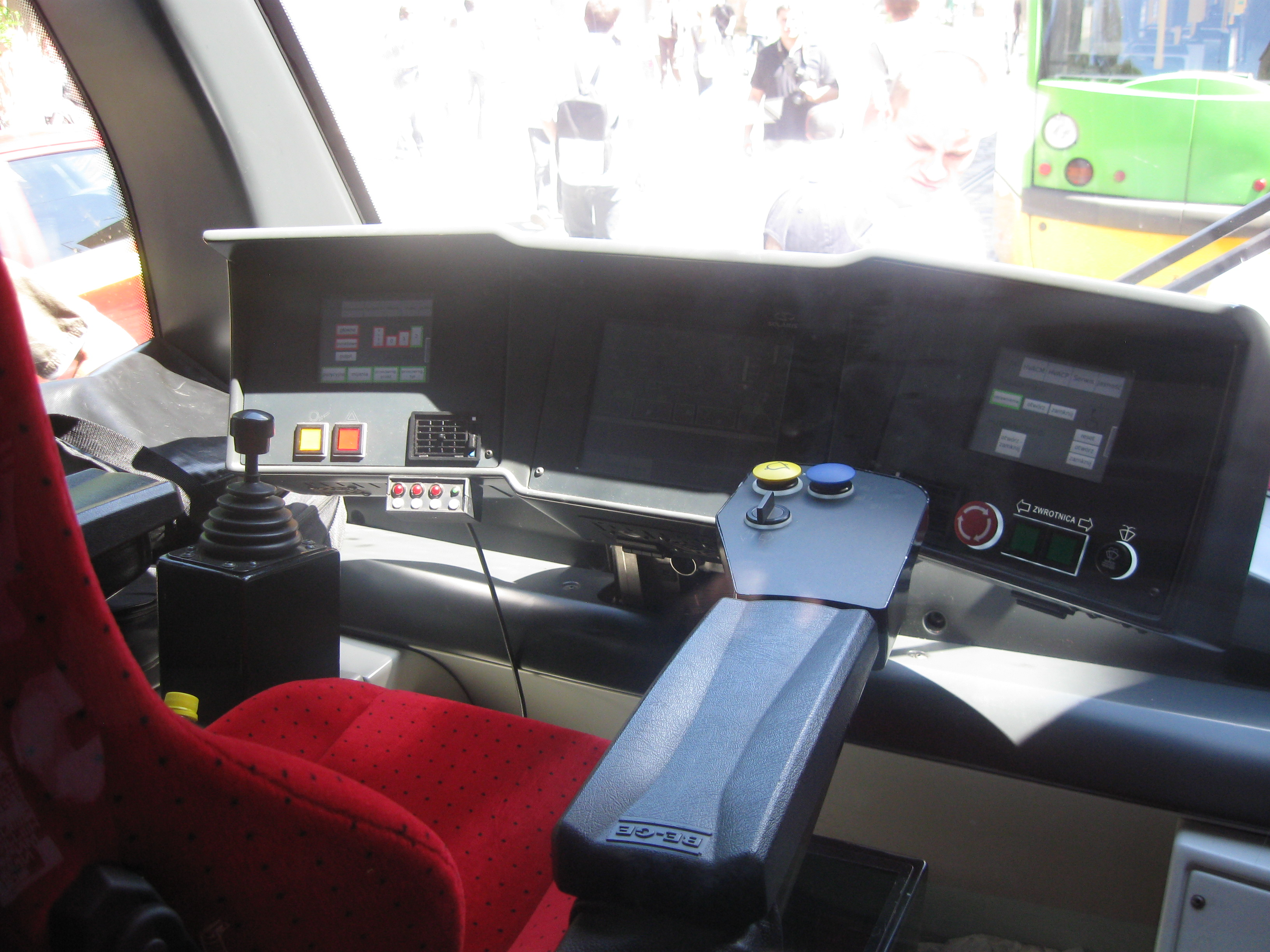
Bestuurderscabine van de Solaris Tramino
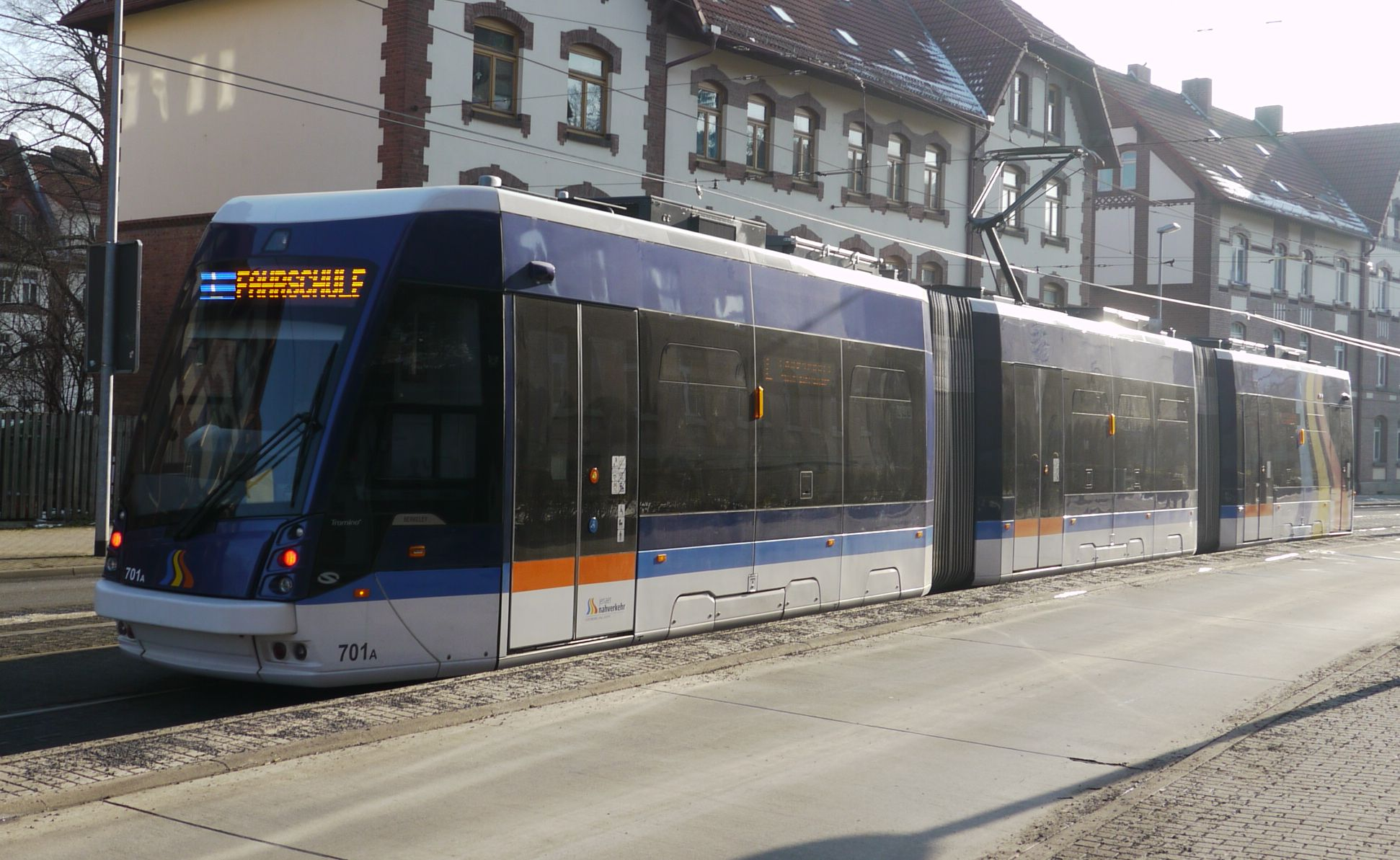
Tramino Jena
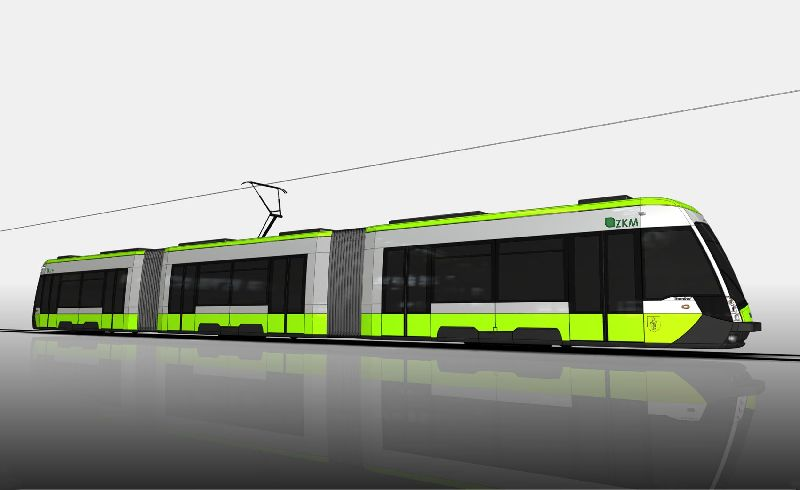
Tramino voor Olsztyn